# Списак језера у Босни и Херцеговини
На овој страници се налази списак свих језера која се налазе у Босни и Херцеговини (направљен према сајту )
| Језеро                    | Положај        | Површина    |
| ------------------------- | -------------- | ----------- |
| Алаговац                  | Невесиње       |             |
| Балкана                   | Мркоњић Град   |             |
| Бара                      |                |             |
| Бардача                   | Србац          | 0,658 ²     |
| Башиговачко језеро        | Живинице       | 0,12 ²      |
| Бијело језеро             | Трескавица     |             |
| Бијело језеро             | Зеленгора      | 0,006 ²     |
| Билећко језеро            | Билећа         | 33 ²        |
| Бистарац језеро           | Лукавац        |             |
| Блатачко језеро           | Бјелашница     |             |
| Блидиње језеро            | Посушје        | 5,2 ²       |
| Борачко језеро            | Главатичево    | 0,3 ²       |
| Бочац језеро              | Бања Лука      |             |
| Брештица језеро           | Бановићи       |             |
| Бужимско језеро           | Бужим          | 52 хекатара |
| Буквенско језеро          |                |             |
| Бусача                    |                |             |
| Бусија језеро             | Гламоч         |             |
| Бушко језеро              | Ливно          | 55 ²        |
| Језеро коп Вареш          | Вареш          |             |
| Вележ језеро              | Вележ          |             |
| Велико језеро             | Трескавица     |             |
| Велико Пливско језеро     | Јајце          |             |
| Језеро Видара             | Градачац       |             |
| Језеро Вијенац            | Бановићи       |             |
| Вишеградско језеро        | Вишеград       |             |
| Вртлишко језеро           | Какањ          |             |
| Језеро Гвозно             | Улог           |             |
| Гламочко језеро           | Гламоч         |             |
| Горње Баре                | Зеленгора      |             |
| Језеро Грабовица          | Јабланица      |             |
| Језеро Грајсељићи         | Улог           |             |
| Језеро коп Граховчићи     | Травник        |             |
| Губинско језеро           |                |             |
| Деранско језеро           | Хутово блато   | 3,7 ²       |
| Доње Баре                 | Зеленгора      | 0,03 ²      |
| Дренова језеро            | Прњавор        |             |
| Дријен Врело              | Хутово блато   |             |
| Ждримачко језеро          | Горњи Вакуф    |             |
| Језеро Жупица             |                |             |
| Занасовићи језеро         | Бугојно        |             |
| Зворничко језеро          | Зворник        |             |
| Идовачко језеро           | Радуша         |             |
| Јабланичко језеро         | Коњиц          |             |
| Јелим                     | Хутово блато   |             |
| Јеловац                   |                |             |
| Југово језеро             | Зеленгора      |             |
| Калемово језеро           |                |             |
| Квркуља језеро            |                |             |
| Кладопољско језеро        | Зеленгора      |             |
| Клиње                     | Гацко          |             |
| Котланичко језеро         | Зеленгора      |             |
| Креница                   |                |             |
| Кукавичко језеро          | Купрес         |             |
| Језеро Ламинци            | Градишка       |             |
| Липско језеро             | Ливно          |             |
| Језера Луг                | Фојница        |             |
| Мало језеро               |                |             |
| Мало Пливско језеро       | Јајце          |             |
| Мандек језеро             | Ливно          |             |
| Мезграјско језеро         | Угљевик        |             |
| Мијино језеро             |                |             |
| Младо језеро              | Какањ          |             |
| Модрачко језеро           | Лукавац        |             |
| Мостарско језеро          | Мостар         |             |
| Нуга језеро               |                |             |
| Оличко језеро             |                |             |
| Опачићко језеро           |                |             |
| Орах језеро               | Хутово блато   |             |
| Орловачко језеро          | Зеленгора      |             |
| Орлово језеро             | Озрен          |             |
| Панонско језеро           | Тузла          |             |
| Пасје језеро              |                |             |
| Пелагићево језеро         | Пелагићево     |             |
| Перучаћко језеро          | Перучац        |             |
| Пијавичко језеро          |                |             |
| Платно језеро             | Трескавица     |             |
| Поповаца                  |                |             |
| Прекајско језеро          | Дрвар          |             |
| Прокошко језеро           | Враница        |             |
| Радован језеро            | Горњи Вакуф    |             |
| Рамичко језеро            | Бановићи       |             |
| Рамско језеро             | Прозор         |             |
| Растичевско језеро        | Купрес         |             |
| Салаковачко језеро        | Мостар         |             |
| Снијежница                | Теочак         | 172 хектара |
| Старача                   |                |             |
| Требињско језеро          | Требиње        |             |
| Трибистово језеро         | Посушје        |             |
| Турјача                   | Купрес         |             |
| Језеро Улошко             | Улог           |             |
| Језеро Хазна              | Градачац       |             |
| Храст језеро              | Гламоч         |             |
| Језеро Хумци              | Челић          |             |
| Црвењак језеро            | Чврсница       |             |
| Црно језеро               | Трескавица     | 0,015 ²     |
| Црно језеро               | Зеленгора      | 0,013 ²     |
| Шаторско језеро           | Шатор          |             |
| Језера на копу Шићки Брод | коп Шићки Брод |             |
| Шкрка                     | Хутово блато   |             |
| Штиринско језеро          | Зеленгора      |             |